# Sphaeralcea emoryi
Sphaeralcea emoryi är en malvaväxtart som beskrevs av John Torrey och Asa Gray. Sphaeralcea emoryi ingår i släktet klotmalvor, och familjen malvaväxter. Utöver nominatformen finns också underarten S. e. emoryi.